# Lörans kapell
Lörans kapell (även kallad Löruddens kapell) är ett kapell som tillhör Sundsvalls församling, men ligger inom området för Njurunda församling, också den i Sundsvalls kommun, i Härnösands stift. Kapellet byggdes under 1600-talet, troligen mellan 1600 och 1649.
Kapellet är byggt som en liten salkyrka med ett fullbrett och rakt avslutat kor åt öster. På kapellets västra sida finns ett litet vapenhus med tegelklätt tak. Taken över långhuset är ett tegelklätt sadeltak. Porten är rödmålad och kapellets fasad är vitmålad. Kapellet har en klockbock med två klockor och ett spånklätt tak krönt av ett kors.

## Orten
Fiskegrundet vid Lörudden (Löderudden) hade tidigare arrenderats av Gävlefiskarna, men donerades av kronan till Sundsvalls stad för evärderlig tid i samband med stadens bildande. Härigenom fick stadsborna från första början fiskerätter och en lagligt skyddad näring. Bönderna i Njurunda socken var förbjudna av kungen att fiska vid fiskegrundet, varpå de klagade hos kungen mot Sundsvalls stads arrendering av Lörudden, dock utan framgång.

## Bilder

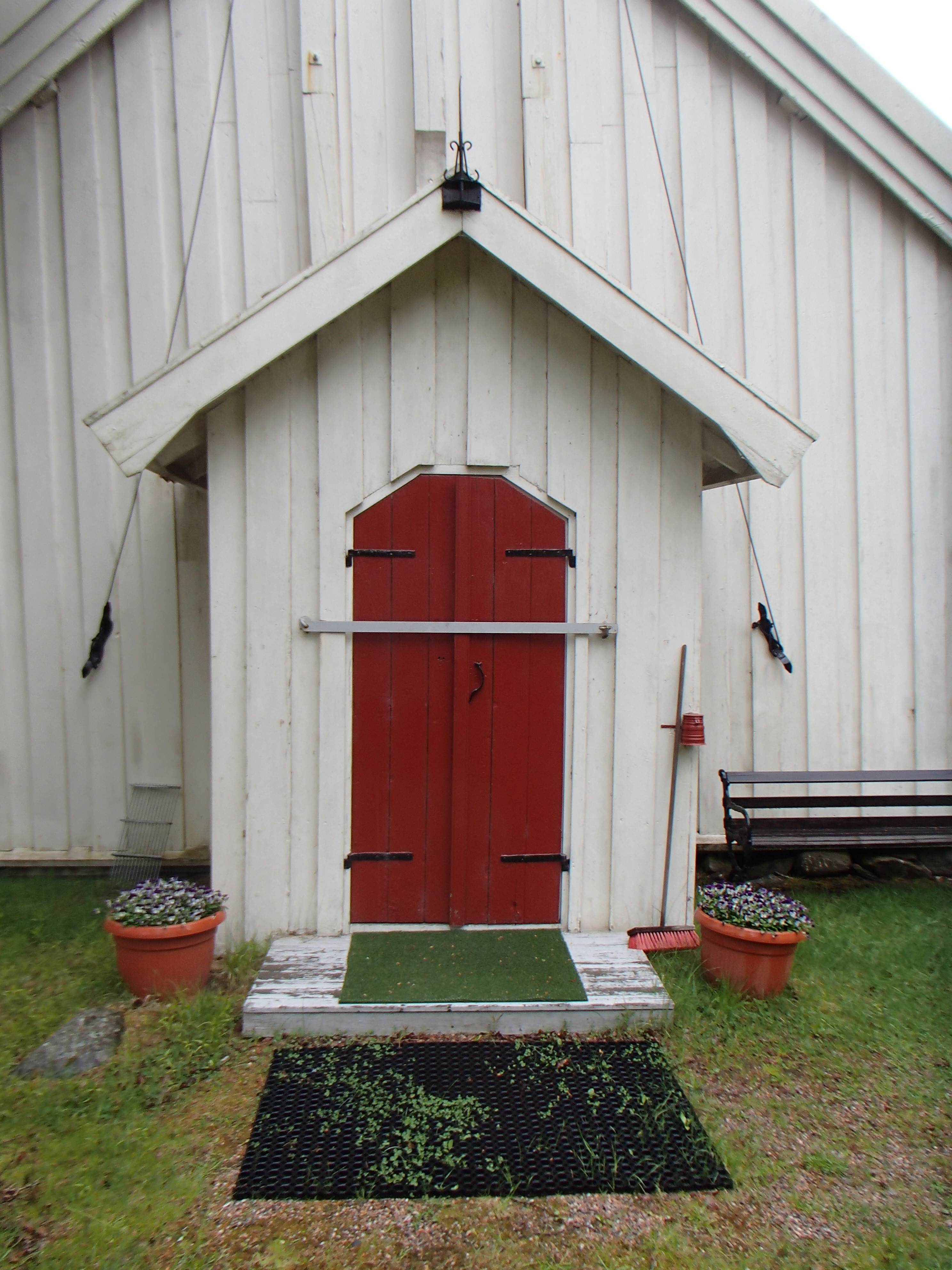
Ingången.
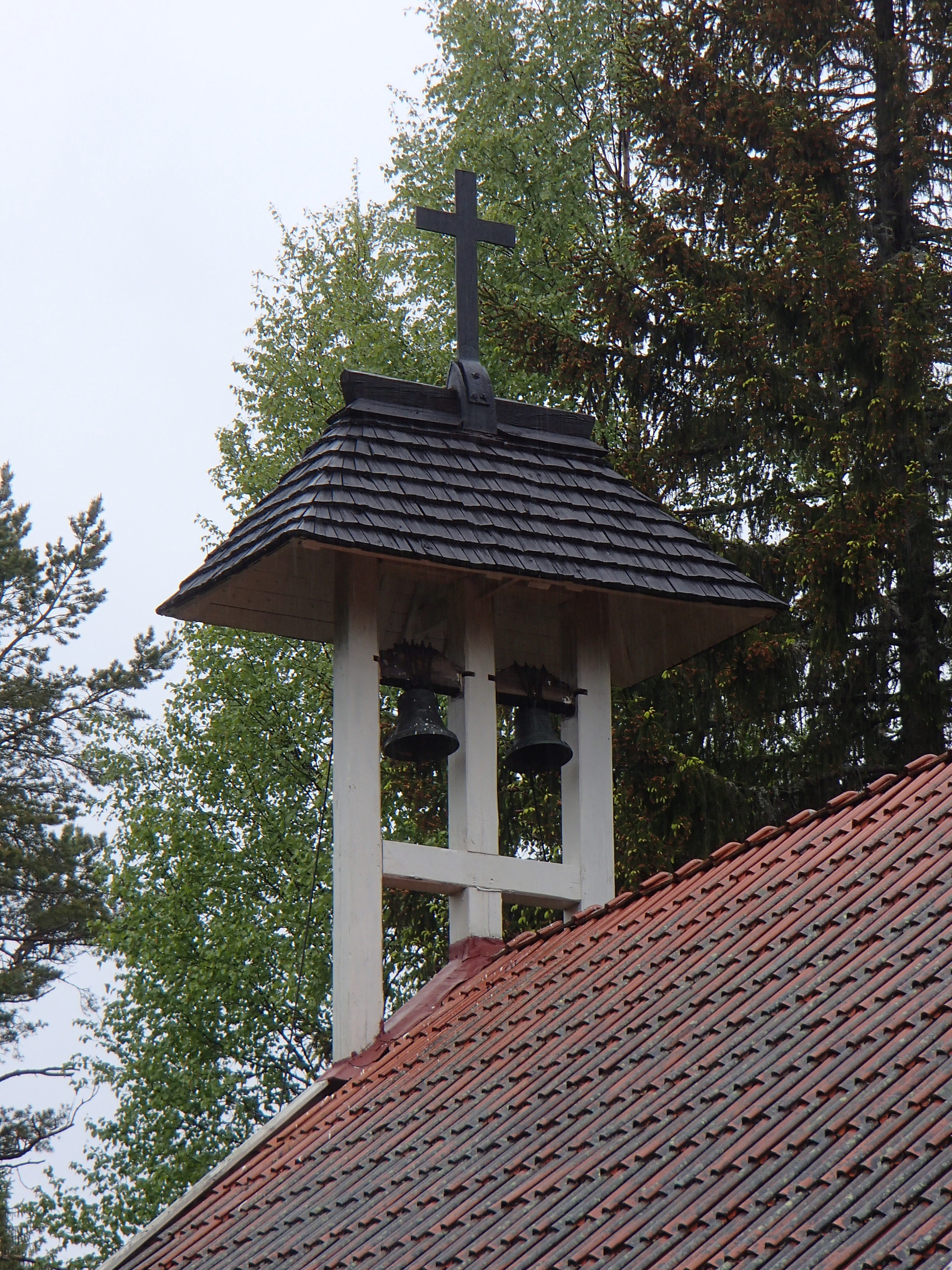
Klockbock med spånklätt tak.
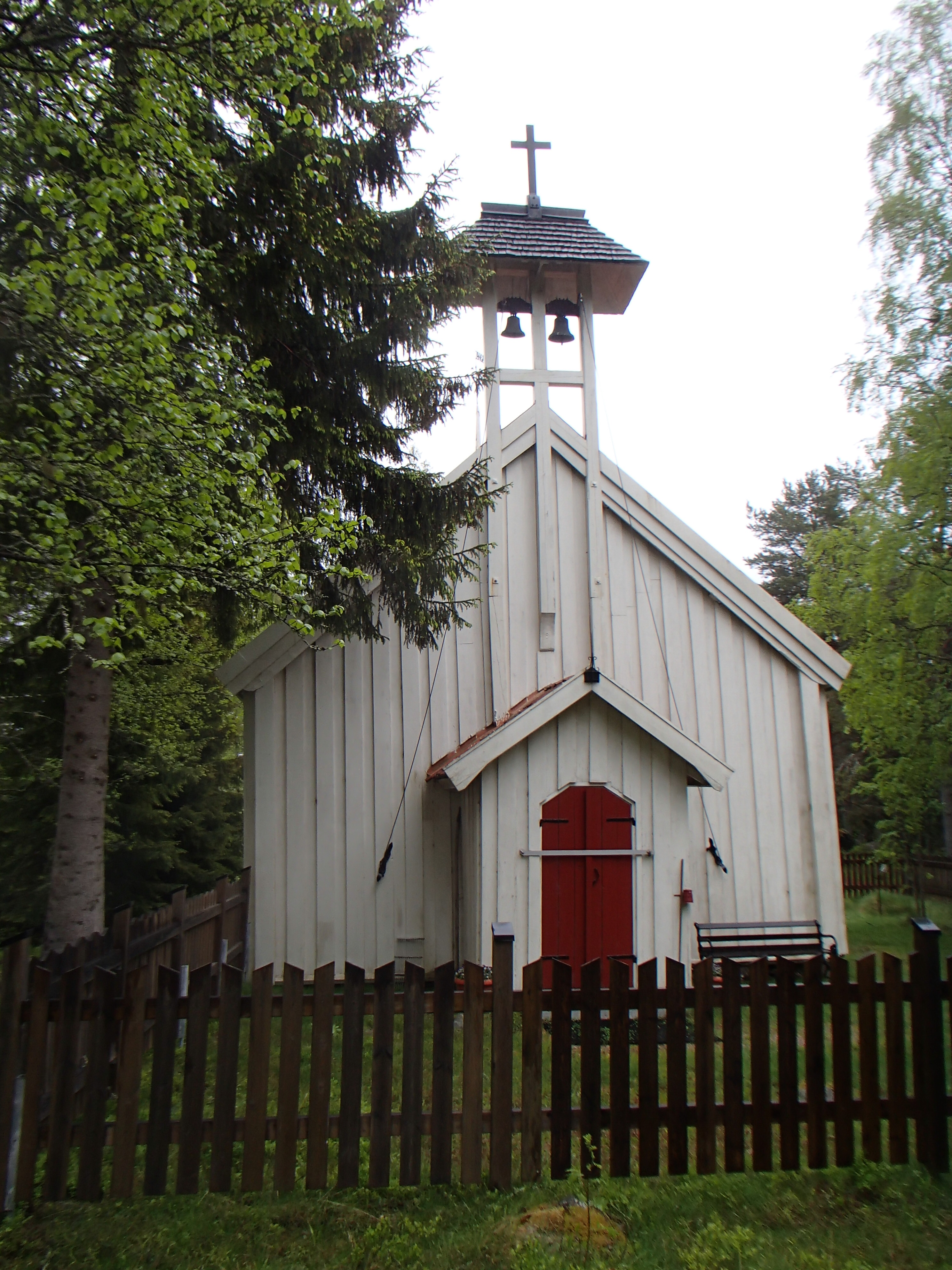
Kapellet sett från väster.